# 国家公安委員会
国家公安委員会（こっかこうあんいいんかい、英: National Public Safety Commission、略称: NPSC）は、日本の行政機関のひとつ。警察庁を管理する内閣府の外局である（行政委員会）。　　

## 組織
国の公安に係る警察運営事項の統轄と警察行政の調整を行い、警察庁を管理する最高機関として、内閣府設置法第49条第1項および警察法に基づき内閣総理大臣所管の下に置かれ、内閣府の外局とされる合議制の行政委員会である。委員会は、国務大臣をもって充てられる国家公安委員会委員長と、5人の委員の計6人から構成される（警察法第4条・第6条）。委員長には国務大臣が充てられるいわゆる大臣委員会とされ、警察の政治的中立性の確保と治安に対する内閣の行政上の責任を明確化することを目的とした組織である。委員会には、その特別の機関として警察庁が置かれ（内閣府設置法第56条、警察法第15条）、それを管理する（警察法第5条4項）。委員会の庶務は警察庁において処理することとされ（警察法第13条）、国家公安委員会の会務全般は、警察庁長官官房によって行われている。

## 任務
国の公安に係る警察運営をつかさどり、警察教養、警察通信、情報技術の解析、犯罪鑑識、犯罪統計及び警察装備に関する事項を統轄し、並びに警察行政に関する調整を行う事により､個人の権利と自由を保護し、公共の安全と秩序を維持することを任務とする（警察法第5条1項）。

## 委員会の管理権
警察庁に対する「管理」の概念であるが、国家公安委員会は警察行政の民主主義的、中立的運営のために存在し、個々の案件に対して警察庁を指揮監督するのではなく、大綱方針を定め、その運営が適切に行われているか否かを監督する。従って、具体的事件の捜査についての指示や命令を行うことはできない。しかし、警察行政の執行が法令に違反し、あるいは国家公安委員会の定める大綱方針に則していない疑いが生じた場合には、その是正又は再発防止のため、具体的事態に応じ、個別的又は具体的に採るべき措置を指示することは許される。「監察」については、国家公安委員会がその職権として、必要があると認める場合、個別案件についても随時行うことができ、警察庁に対し調査を指示できる。警察庁は、適宜、国家公安委員会に対して警察行政の執行につき所要の報告を行うべき職責を有する。また、国家公安委員会から報告を求められたときは、速やかにそれを行うべきであるとされる。これら国家公安委員会の権限行使については警察法および国家公安委員会運営規則に定められている。

## 委員会の運営
委員長が招集する。委員長及び3人以上の委員の出席がなければ会議を開き議決をすることができないとされ、議事は出席委員の過半数でこれを決し、可否同数の時は委員長の決するところによる。企画運営は警察庁が行い、警察庁を管理すること以外は国家公安委員会の職権行使について警察庁の補佐を受ける。警察庁長官官房に課長級として国家公安委員会会務官が置かれている（警察庁組織令第7条・13条）。

## 検事総長との関係
検事総長と常に緊密な連絡を保つものとするとされるが、刑事訴訟法上における検察官の警察官に対する一定の指揮権のようなものは存在せず、常に協力関係にある。
警察庁は国家公安委員会以外の機関から管理監督されることはないが、司法警察活動に際し、個別の警察官は一定の指揮を検察官から受けることがある。当然、警察官は正当な理由がある場合には、この検察官の指示に従う必要はない。ただし、検事総長、検事長または検事正は、国家公安委員会が懲戒権限を持つ者、つまり国家公務員たる警察官に対する懲戒の請求を国家公安委員会に行うことが認められている。また、検察官は、司法警察員または司法巡査に指定された警察官に対しては「捜査を適正にし、その他公訴の遂行を全うするために必要な事項に関する一般的な準則を定める」一般的指示を行うことが刑事訴訟法193条で定められている。同条により、検察官が自ら犯罪を捜査する場合において必要があるときは、司法警察職員を指揮して捜査の補助をさせることができる。
しかし、検事総長、検事長または検事正自身には懲戒権限はないため、この正当性の判断は国家公安委員会が警察の民主的運営および政治的中立性に鑑みて、独自に判断することとなっている。国家公安委員会の管理権と検察官の捜査指揮権が相反する場合にどちらを優先させるかが問題となるが、あくまでも正当性の判断主体は国家公安委員会であり、国務大臣たる国家公安委員長を長とする国家公安委員会の管理権は民主主義的基盤を持っているため、行政機関である検察官の指揮権よりも優位する。したがって、国家公安委員会の管理権が優先される。なお、司法警察活動とは違って、犯罪の予防・鎮圧活動を主とする行政警察活動については、警察が独自に行うこととなっており、検察官の指揮を受けることはない。

## 委員長および委員
- 委員長職の詳細および歴代の委員長一覧については、国家公安委員会委員長の項目を参照。
- （旧）警察法に基づく委員は、警察職員及び他の官公庁の職業的公務員のいずれの経験も有しない者の中から、衆・参両議院の同意（衆議院の優越あり）を得て任命された。委員の任期は同法第7条第1項では一律5年となっていたが、同法附則第2条第1項で初回のみ「一人は一年、一人は二年、一人は三年、一人は四年、一人は五年」とされた[注釈 2]。委員長は委員の互選により選出され、委員長の任期は1年であった。この旧法時代は、法文上は「委員」の文字を重畳する「国家公安委員会委員」の表記がなされたが、辞令上は重畳しない「国家公安委員に任命する」との表記が用いられた。
- （新）警察法に基づく委員は、衆・参両議院の同意を得て内閣総理大臣が任命する。委員の任期は5年で、1回に限り再任が可能である。なお、同法附則第4項の規定により初回の任期のみ「一人は一年、一人は二年、一人は三年、一人は四年、一人は五年」とされた[注釈 2]。
- 委員長不在（外遊、短期間の疾病など）の場合に備えて、委員のうちの1人があらかじめ委員長代理として互選されており、会議の招集、議長役を代行する。ただし、この委員長代理には「国務大臣たる委員長」の代理権限まではないため、国家公安委員会規則の公布文署名などの行為は、内閣総理大臣が一時的に指名する国務大臣が「国家公安委員会委員長事務代理」の名で代行する。

### 歴代委員の一覧

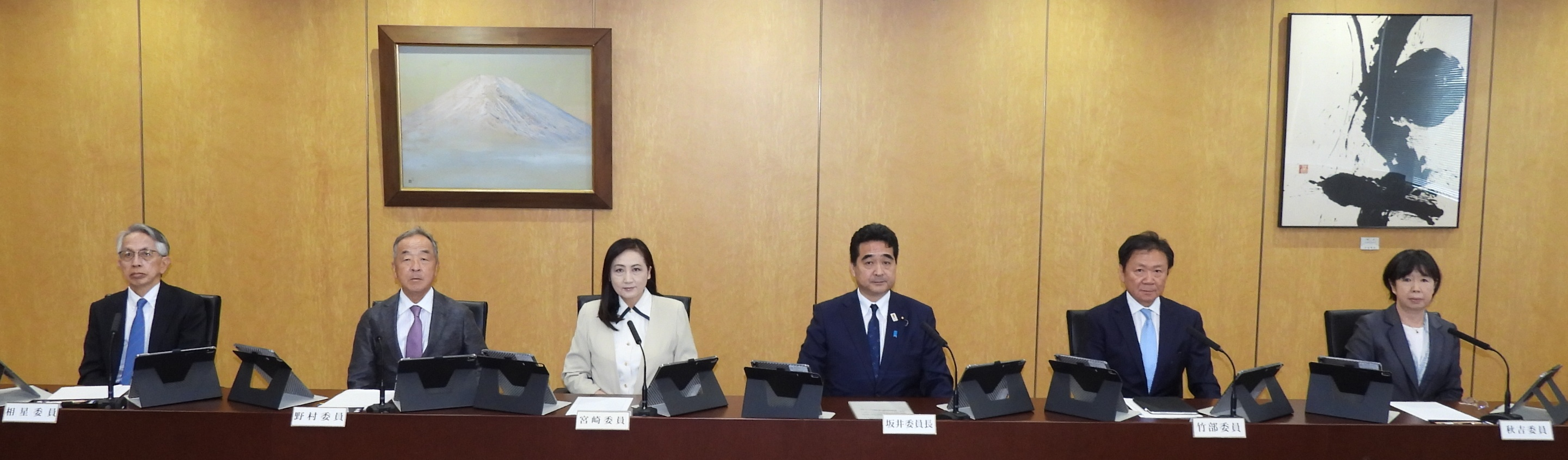
現在の委員（2025年6月19日撮影）

| 国家公安委員 1947年（昭和22年）制定 警察法（昭和22年法律第196号）           | 国家公安委員 1947年（昭和22年）制定 警察法（昭和22年法律第196号） | 国家公安委員 1947年（昭和22年）制定 警察法（昭和22年法律第196号） | 国家公安委員 1947年（昭和22年）制定 警察法（昭和22年法律第196号） | 国家公安委員 1947年（昭和22年）制定 警察法（昭和22年法律第196号） | 国家公安委員 1947年（昭和22年）制定 警察法（昭和22年法律第196号） |
| 期間                                                                        | 委員1                                                             | 委員2                                                             | 委員3                                                             | 委員4                                                             | 委員5                                                             |
| --------------------------------------------------------------------------- | ----------------------------------------------------------------- | ----------------------------------------------------------------- | ----------------------------------------------------------------- | ----------------------------------------------------------------- | ----------------------------------------------------------------- |
| 1948年（昭和23年）03月07日 -                                                | 植村環                                                            | 清瀬三郎                                                          | 生方誠                                                            | 辻二郎                                                            | 金正米吉                                                          |
| 1949年（昭和24年）03月07日 -                                                | 空席                                                              | ↑                                                                 | ↑                                                                 | ↑                                                                 | ↑                                                                 |
| 1949年（昭和24年）04月15日 -                                                | 植村環                                                            | ↑                                                                 | ↑                                                                 | ↑                                                                 | ↑                                                                 |
| 1950年（昭和25年）03月07日 -                                                | ↑                                                                 | 空席                                                              | ↑                                                                 | ↑                                                                 | ↑                                                                 |
| 1950年（昭和25年）03月31日 -                                                | ↑                                                                 | 青木均一                                                          | ↑                                                                 | ↑                                                                 | ↑                                                                 |
| 1951年（昭和26年）03月07日 -                                                | ↑                                                                 | ↑                                                                 | 空席                                                              | ↑                                                                 | ↑                                                                 |
| 1951年（昭和26年）04月04日 -                                                | ↑                                                                 | ↑                                                                 | 小汀利得                                                          | ↑                                                                 | ↑                                                                 |
| 1952年（昭和27年）03月07日 -                                                | ↑                                                                 | ↑                                                                 | ↑                                                                 | 空席                                                              | ↑                                                                 |
| 1952年（昭和27年）03月28日 -                                                | ↑                                                                 | ↑                                                                 | ↑                                                                 | 花井忠                                                            | ↑                                                                 |
| 1953年（昭和28年）01月19日 -                                                | ↑                                                                 | ↑                                                                 | ↑                                                                 | 空席                                                              | ↑                                                                 |
| 1953年（昭和28年）03月07日 -                                                | ↑                                                                 | ↑                                                                 | ↑                                                                 | 空席                                                              | 金正米吉                                                          |
| 1953年（昭和28年）07月31日 -                                                | ↑                                                                 | ↑                                                                 | ↑                                                                 | 高野弦雄                                                          | ↑                                                                 |
| 1954年（昭和29年）04月15日 -                                                | 空席                                                              | ↑                                                                 | ↑                                                                 | ↑                                                                 | ↑                                                                 |
| 1954年（昭和29年）06月04日 -                                                | 野村秀雄                                                          | ↑                                                                 | ↑                                                                 | ↑                                                                 | ↑                                                                 |
| 国家公安委員会委員 1954年（昭和29年）全部改正 警察法（昭和29年法律第162号） |                                                                   |                                                                   |                                                                   |                                                                   |                                                                   |
| 1954年（昭和29年）07月01日 -                                                | 野村秀雄                                                          | 青木均一                                                          | 小汀利得                                                          | 高野弦雄                                                          | 金正米吉                                                          |
| 1955年（昭和30年）07月01日 -                                                | ↑                                                                 | 永野重雄                                                          | ↑                                                                 | ↑                                                                 | ↑                                                                 |
| 1956年（昭和31年）07月01日 -                                                | ↑                                                                 | ↑                                                                 | 小汀利得                                                          | ↑                                                                 | ↑                                                                 |
| 1957年（昭和32年）07月01日 -                                                | ↑                                                                 | ↑                                                                 | ↑                                                                 | 高野弦雄                                                          | ↑                                                                 |
| 1958年（昭和33年）01月14日 -                                                | 空席                                                              | ↑                                                                 | ↑                                                                 | ↑                                                                 | ↑                                                                 |
| 1958年（昭和33年）02月07日 -                                                | 安井英二                                                          | ↑                                                                 | ↑                                                                 | ↑                                                                 | ↑                                                                 |
| 1958年（昭和33年）07月01日 -                                                | ↑                                                                 | ↑                                                                 | ↑                                                                 | ↑                                                                 | 空席                                                              |
| 1958年（昭和33年）07月08日 -                                                | ↑                                                                 | ↑                                                                 | ↑                                                                 | ↑                                                                 | 金井米吉                                                          |
| 1959年（昭和34年）07月01日 -                                                | 空席                                                              | ↑                                                                 | ↑                                                                 | ↑                                                                 | ↑                                                                 |
| 1959年（昭和34年）07月04日 -                                                | 安井英二                                                          | ↑                                                                 | ↑                                                                 | ↑                                                                 | ↑                                                                 |
| 1960年（昭和35年）07月01日 -                                                | ↑                                                                 | 空席                                                              | ↑                                                                 | ↑                                                                 | ↑                                                                 |
| 1960年（昭和35年）07月23日 -                                                | ↑                                                                 | 永野重雄                                                          | ↑                                                                 | ↑                                                                 | ↑                                                                 |
| 1961年（昭和36年）07月01日 -                                                | ↑                                                                 | ↑                                                                 | 空席                                                              | ↑                                                                 | ↑                                                                 |
| 1961年（昭和36年）07月11日 -                                                | ↑                                                                 | ↑                                                                 | 小汀利得                                                          | ↑                                                                 | ↑                                                                 |
| 1962年（昭和37年）07月01日 -                                                | ↑                                                                 | ↑                                                                 | ↑                                                                 | 空席                                                              | ↑                                                                 |
| 1962年（昭和37年）09月03日 -                                                | ↑                                                                 | ↑                                                                 | ↑                                                                 | 名川保男                                                          | ↑                                                                 |
| 1963年（昭和38年）07月08日 -                                                | ↑                                                                 | ↑                                                                 | ↑                                                                 | ↑                                                                 | 空席                                                              |
| 1964年（昭和39年）06月26日 -                                                | ↑                                                                 | ↑                                                                 | ↑                                                                 | ↑                                                                 | 坂西志保                                                          |
| 1964年（昭和39年）07月04日 -                                                | 空席                                                              | ↑                                                                 | ↑                                                                 | ↑                                                                 | ↑                                                                 |
| 1965年（昭和40年）04月28日 -                                                | 津田正夫                                                          | ↑                                                                 | ↑                                                                 | ↑                                                                 | ↑                                                                 |
| 1965年（昭和40年）07月23日 -                                                | ↑                                                                 | 空席                                                              | ↑                                                                 | ↑                                                                 | ↑                                                                 |
| 1965年（昭和40年）09月14日 -                                                | ↑                                                                 | 藤井丙午                                                          | ↑                                                                 | ↑                                                                 | ↑                                                                 |
| 1966年（昭和41年）07月11日 -                                                | ↑                                                                 | ↑                                                                 | 空席                                                              | ↑                                                                 | ↑                                                                 |
| 1966年（昭和41年）09月09日 -                                                | ↑                                                                 | ↑                                                                 | 眞野毅                                                            | ↑                                                                 | ↑                                                                 |
| 1967年（昭和42年）09月03日 -                                                | ↑                                                                 | ↑                                                                 | ↑                                                                 | 名川保男                                                          | ↑                                                                 |
| 1969年（昭和44年）06月26日 -                                                | ↑                                                                 | ↑                                                                 | ↑                                                                 | ↑                                                                 | 空席                                                              |
| 1969年（昭和44年）09月12日 -                                                | ↑                                                                 | ↑                                                                 | ↑                                                                 | ↑                                                                 | 坂西志保                                                          |
| 1970年（昭和45年）04月28日 -                                                | 津田正夫                                                          | ↑                                                                 | ↑                                                                 | ↑                                                                 | ↑                                                                 |
| 1970年（昭和45年）09月14日 -                                                | ↑                                                                 | 空席                                                              | ↑                                                                 | ↑                                                                 | ↑                                                                 |
| 1970年（昭和45年）10月07日 -                                                | ↑                                                                 | 藤井丙午                                                          | ↑                                                                 | ↑                                                                 | ↑                                                                 |
| 1971年（昭和46年）09月09日 -                                                | ↑                                                                 | ↑                                                                 | 空席                                                              | ↑                                                                 | ↑                                                                 |
| 1971年（昭和46年）12月17日 -                                                | ↑                                                                 | ↑                                                                 | 池田潔                                                            | ↑                                                                 | ↑                                                                 |
| 1972年（昭和47年）09月03日 -                                                | ↑                                                                 | ↑                                                                 | ↑                                                                 | 空席                                                              | ↑                                                                 |
| 1972年（昭和47年）09月12日 -                                                | ↑                                                                 | ↑                                                                 | ↑                                                                 | 松本正雄                                                          | ↑                                                                 |
| 1973年（昭和48年）09月20日 -                                                | ↑                                                                 | 空席                                                              | ↑                                                                 | ↑                                                                 | ↑                                                                 |
| 1973年（昭和48年）10月01日 -                                                | ↑                                                                 | 田實渉                                                            | ↑                                                                 | ↑                                                                 | ↑                                                                 |
| 1974年（昭和49年）09月12日 -                                                | ↑                                                                 | ↑                                                                 | ↑                                                                 | ↑                                                                 | 空席                                                              |
| 1974年（昭和49年）10月01日 -                                                | ↑                                                                 | ↑                                                                 | ↑                                                                 | ↑                                                                 | 今井久                                                            |
| 1975年（昭和50年）04月28日 -                                                | 空席                                                              | ↑                                                                 | ↑                                                                 | ↑                                                                 | ↑                                                                 |
| 1975年（昭和50年）05月23日 -                                                | 橘善守                                                            | ↑                                                                 | ↑                                                                 | ↑                                                                 | ↑                                                                 |
| 1975年（昭和50年）10月07日 -                                                | ↑                                                                 | 空席                                                              | ↑                                                                 | ↑                                                                 | ↑                                                                 |
| 1975年（昭和50年）12月25日 -                                                | ↑                                                                 | 田實渉                                                            | ↑                                                                 | ↑                                                                 | ↑                                                                 |
| 1976年（昭和51年）12月17日 -                                                | ↑                                                                 | ↑                                                                 | 空席                                                              | ↑                                                                 | ↑                                                                 |
| 1977年（昭和52年）02月22日 -                                                | ↑                                                                 | ↑                                                                 | 池田潔                                                            | ↑                                                                 | ↑                                                                 |
| 1977年（昭和52年）09月12日 -                                                | ↑                                                                 | ↑                                                                 | ↑                                                                 | 松本正雄                                                          | ↑                                                                 |
| 1979年（昭和54年）10月01日 -                                                | ↑                                                                 | ↑                                                                 | ↑                                                                 | ↑                                                                 | 今井久                                                            |
| 1980年（昭和55年）05月23日 -                                                | 橘善守                                                            | ↑                                                                 | ↑                                                                 | ↑                                                                 | ↑                                                                 |
| 1980年（昭和55年）07月26日 -                                                | ↑                                                                 | ↑                                                                 | ↑                                                                 | ↑                                                                 | 空席                                                              |
| 1980年（昭和55年）10月29日 -                                                | ↑                                                                 | ↑                                                                 | ↑                                                                 | ↑                                                                 | 高辻正巳                                                          |
| 1980年（昭和55年）12月25日 -                                                | ↑                                                                 | 空席                                                              | ↑                                                                 | ↑                                                                 | ↑                                                                 |
| 1981年（昭和56年）02月14日 -                                                | ↑                                                                 | 平岩外四                                                          | ↑                                                                 | ↑                                                                 | ↑                                                                 |
| 1982年（昭和57年）02月22日 -                                                | ↑                                                                 | ↑                                                                 | 牛場大蔵                                                          | ↑                                                                 | ↑                                                                 |
| 1982年（昭和57年）09月12日 -                                                | ↑                                                                 | ↑                                                                 | ↑                                                                 | 大塚喜一郎                                                        | ↑                                                                 |
| 1984年（昭和59年）10月01日 -                                                | ↑                                                                 | ↑                                                                 | ↑                                                                 | ↑                                                                 | 高辻正己                                                          |
| 1985年（昭和60年）05月23日 -                                                | 坂本朝一                                                          | ↑                                                                 | ↑                                                                 | ↑                                                                 | ↑                                                                 |
| 1986年（昭和61年）02月14日 -                                                | ↑                                                                 | 空席                                                              | ↑                                                                 | ↑                                                                 | ↑                                                                 |
| 1986年（昭和61年）02月15日 -                                                | ↑                                                                 | 平岩外四                                                          | ↑                                                                 | ↑                                                                 | ↑                                                                 |
| 1987年（昭和62年）02月22日 -                                                | ↑                                                                 | ↑                                                                 | 牛場大蔵                                                          | ↑                                                                 | ↑                                                                 |
| 1987年（昭和62年）09月12日 -                                                | ↑                                                                 | ↑                                                                 | ↑                                                                 | 石井成一                                                          | ↑                                                                 |
| 1988年（昭和63年）12月31日 -                                                | ↑                                                                 | ↑                                                                 | ↑                                                                 | ↑                                                                 | 空席                                                              |
| 1989年（平成元年）04月07日 -                                                | ↑                                                                 | ↑                                                                 | ↑                                                                 | ↑                                                                 | 富田朝彦                                                          |
| 1989年（平成元年）10月01日 -                                                | ↑                                                                 | ↑                                                                 | ↑                                                                 | ↑                                                                 | 空席                                                              |
| 1989年（平成元年）10月07日 -                                                | ↑                                                                 | ↑                                                                 | ↑                                                                 | ↑                                                                 | 富田朝彦                                                          |
| 1990年（平成02年）05月23日 -                                                | 坂本朝一                                                          | ↑                                                                 | ↑                                                                 | ↑                                                                 | ↑                                                                 |
| 1991年（平成03年）02月15日 -                                                | ↑                                                                 | 那須翔                                                            | ↑                                                                 | ↑                                                                 | ↑                                                                 |
| 1992年（平成04年）02月22日 -                                                | ↑                                                                 | ↑                                                                 | 岩男寿美子                                                        | ↑                                                                 | ↑                                                                 |
| 1992年（平成04年）09月12日 -                                                | ↑                                                                 | ↑                                                                 | ↑                                                                 | 石井成一                                                          | ↑                                                                 |
| 1994年（平成06年）10月07日 -                                                | ↑                                                                 | ↑                                                                 | ↑                                                                 | ↑                                                                 | 長岡實                                                            |
| 1995年（平成07年）05月23日 -                                                | 新井明                                                            | ↑                                                                 | ↑                                                                 | ↑                                                                 | ↑                                                                 |
| 1996年（平成08年）02月15日 -                                                | ↑                                                                 | 那須翔                                                            | ↑                                                                 | ↑                                                                 | ↑                                                                 |
| 1997年（平成09年）02月22日 -                                                | ↑                                                                 | ↑                                                                 | 岩男寿美子                                                        | ↑                                                                 | ↑                                                                 |
| 1997年（平成09年）09月12日 -                                                | ↑                                                                 | ↑                                                                 | ↑                                                                 | 空席                                                              | ↑                                                                 |
| 1997年（平成09年）11月12日 -                                                | ↑                                                                 | ↑                                                                 | ↑                                                                 | 磯邊和男                                                          | ↑                                                                 |
| 1999年（平成11年）10月07日 -                                                | ↑                                                                 | ↑                                                                 | ↑                                                                 | ↑                                                                 | 空席                                                              |
| 1999年（平成11年）12月07日 -                                                | ↑                                                                 | ↑                                                                 | ↑                                                                 | ↑                                                                 | 渡邊幸治                                                          |
| 2000年（平成12年）05月23日 -                                                | 空席                                                              | ↑                                                                 | ↑                                                                 | ↑                                                                 | ↑                                                                 |
| 2000年（平成12年）05月24日 -                                                | 荻野直紀                                                          | ↑                                                                 | ↑                                                                 | ↑                                                                 | ↑                                                                 |
| 2001年（平成13年）02月15日 -                                                | ↑                                                                 | 空席                                                              | ↑                                                                 | ↑                                                                 | ↑                                                                 |
| 2001年（平成13年）02月22日 -                                                | ↑                                                                 | 安崎暁                                                            | ↑                                                                 | ↑                                                                 | ↑                                                                 |
| 2002年（平成14年）02月22日 -                                                | ↑                                                                 | ↑                                                                 | 空席                                                              | ↑                                                                 | ↑                                                                 |
| 2002年（平成14年）03月13日 -                                                | ↑                                                                 | ↑                                                                 | 川口和子                                                          | ↑                                                                 | ↑                                                                 |
| 2002年（平成14年）11月12日 -                                                | ↑                                                                 | ↑                                                                 | ↑                                                                 | 空席                                                              | ↑                                                                 |
| 2002年（平成14年）11月19日 -                                                | ↑                                                                 | ↑                                                                 | ↑                                                                 | 大森政輔                                                          | ↑                                                                 |
| 2004年（平成16年）12月07日 -                                                | ↑                                                                 | ↑                                                                 | ↑                                                                 | ↑                                                                 | 佐藤行雄                                                          |
| 2005年（平成17年）05月24日 -                                                | 吉田信行                                                          | ↑                                                                 | ↑                                                                 | ↑                                                                 | ↑                                                                 |
| 2006年（平成18年）02月22日 -                                                | ↑                                                                 | 葛西敬之                                                          | ↑                                                                 | ↑                                                                 | ↑                                                                 |
| 2007年（平成19年）03月13日 -                                                | ↑                                                                 | ↑                                                                 | 長谷川眞理子                                                      | ↑                                                                 | ↑                                                                 |
| 2007年（平成19年）11月19日 -                                                | ↑                                                                 | ↑                                                                 | ↑                                                                 | 空席                                                              | ↑                                                                 |
| 2007年（平成19年）12月19日 -                                                | ↑                                                                 | ↑                                                                 | ↑                                                                 | 田尾健二郎                                                        | ↑                                                                 |
| 2009年（平成21年）12月07日 -                                                | ↑                                                                 | ↑                                                                 | ↑                                                                 | ↑                                                                 | 高木剛                                                            |
| 2010年（平成22年）05月24日 -                                                | 空席                                                              | ↑                                                                 | ↑                                                                 | ↑                                                                 | ↑                                                                 |
| 2010年（平成22年）05月27日 -                                                | 山本剛嗣                                                          | ↑                                                                 | ↑                                                                 | ↑                                                                 | ↑                                                                 |
| 2011年（平成23年）02月22日 -                                                | ↑                                                                 | 前田晃伸                                                          | ↑                                                                 | ↑                                                                 | ↑                                                                 |
| 2012年（平成24年）03月13日 -                                                | ↑                                                                 | ↑                                                                 | 長谷川眞理子                                                      | ↑                                                                 | ↑                                                                 |
| 2012年（平成24年）12月19日 -                                                | ↑                                                                 | ↑                                                                 | ↑                                                                 | 空席                                                              | ↑                                                                 |
| 2013年（平成25年）03月05日 -                                                | ↑                                                                 | ↑                                                                 | ↑                                                                 | 奥野知秀                                                          | ↑                                                                 |
| 2014年（平成26年）12月06日 -                                                | ↑                                                                 | ↑                                                                 | ↑                                                                 | ↑                                                                 | 空席                                                              |
| 2014年（平成26年）12月07日 -                                                | ↑                                                                 | ↑                                                                 | ↑                                                                 | ↑                                                                 | 川本裕子                                                          |
| 2015年（平成27年）05月27日 -                                                | 北島信一                                                          | ↑                                                                 | ↑                                                                 | ↑                                                                 | ↑                                                                 |
| 2016年（平成28年）02月21日 -                                                | ↑                                                                 | 空席                                                              | ↑                                                                 | ↑                                                                 | ↑                                                                 |
| 2016年（平成28年）02月22日 -                                                | ↑                                                                 | 木村惠司                                                          | ↑                                                                 | ↑                                                                 | ↑                                                                 |
| 2017年（平成29年）03月13日 -                                                | ↑                                                                 | ↑                                                                 | 安藤裕子                                                          | ↑                                                                 | ↑                                                                 |
| 2018年（平成30年）03月05日 -                                                | ↑                                                                 | ↑                                                                 | ↑                                                                 | 小田尚                                                            | ↑                                                                 |
| 2019年（令和元年）12月07日 -                                                | ↑                                                                 | ↑                                                                 | ↑                                                                 | ↑                                                                 | 櫻井敬子                                                          |
| 2020年（令和2年）05月27日 -                                                 | 横畠裕介                                                          | ↑                                                                 | ↑                                                                 | ↑                                                                 | ↑                                                                 |
| 2021年（令和3年）02月22日 -                                                 | ↑                                                                 | 宮崎緑                                                            | ↑                                                                 | ↑                                                                 | ↑                                                                 |
| 2022年（令和4年）03月13日 -                                                 | ↑                                                                 | ↑                                                                 | 竹部幸夫                                                          | ↑                                                                 | ↑                                                                 |
| 2023年（令和5年）03月05日 -                                                 | ↑                                                                 | ↑                                                                 | ↑                                                                 | 野村裕知                                                          | ↑                                                                 |
| 2024年（令和6年）12月18日 -                                                 | ↑                                                                 | ↑                                                                 | ↑                                                                 | ↑                                                                 | 秋吉仁美                                                          |
| 2025年（令和7年）05月27日 -                                                 | 相星孝一                                                          | ↑                                                                 | ↑                                                                 | ↑                                                                 | ↑                                                                 |

## 政務次官
1955年（昭和30年）11月28日から1956年（昭和31年）12月23日まで、委員長の政務を補佐する職として定数1人の政務次官（辞令上の職名は「国家公安政務次官」）が置かれ、大谷瑩潤が在任した。
しかし政務次官には委員会に出席する権限もなくほとんど機能せず、国家公安委員の金正米吉ら委員会の反対を受けて、この役職は一代限りで廃止された。